# 王龍詔
王龍詔，湖南邵陽（今湖南省邵陽市）人，清朝政治人物、同進士出身。
光緒元年，鄉試中舉；光緒十六年（1890年），登進士，同年五月，著交吏部掣签，分发各省以知县即用，改在工部屯田司行走。光緒二十一年，署江西金谿縣知縣。光緒二十四年，分發廣西試用知府。